# Echosmith
Echosmith este o trupă rock americană formată în februarie 2009, în Toluca Lake, Los Angeles, SUA. Trupa este formată din patru membri: Graham, Sydney, Noah, și Jamie Sierota. Echosmith a semnat cu Warner Bros. Records în mai 2012. Sunt cunoscuți pentru hitul lor „Cool Kids” care a ajuns pe locul 13 în Billboard Hot 100 și a fost premiat cu platină de RIAA pentru cele peste 1.200.000 de unități vândute în Statele Unite. Albumul de debut al trupei, „Talking Dreams”, a fost lansat pe 8 octombrie 2013.

## Biografie
Grupul a crescut într-o casă muzicală cântând la mai multe instrumente de-a lungul copilăriei lor. Trupa spune că o serie de artiști rock, inclusiv Coldplay, Echo & the Bunnymen, The Smiths, U2, Joy Division și Fleetwood Mac i-au influențat în timp ce au crescut să facă muzică împreună. Cel mai tânăr membru al formației, Graham (26), cântă la baterie. Singura femeie din grup este Sydney (28), vocalista principală a trupei, însă des contribuind cu tamburina și keyboard-ul. Noah (29), cântă la bas și este back vocalist în trupă. Cel mai în vârsta este Jamie (32), cântă vocal și la chitară.

## Carieră

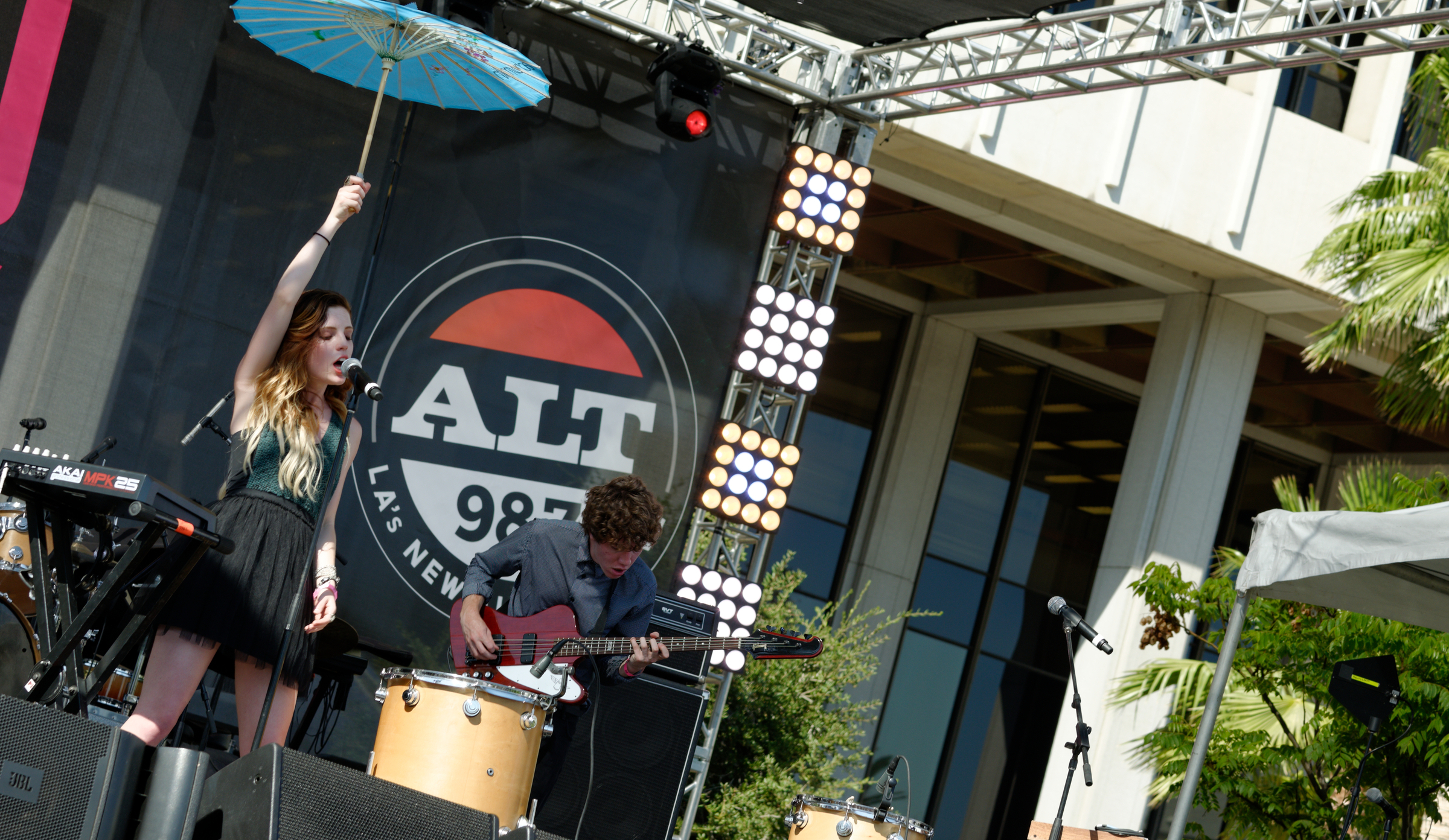
Echosmith cântând în iulie 2014

Echosmith a lansat o mulține de coveruri pentru melodii precum „I Will Wait” de Mumford and Sons, „Lights” de Ellie Goulding, "Set Fire to the Rain" de Adele, și "Princess of China" de Coldplay și Rihanna. Trupa este momentan administrată de producătorul și compozitorul Jeffery David. În aprilie 2013, Echosmith a fost numită de Alternative Press ca fiind una din cele „100 de trupe de care trebuie să știi”. Pe 31 mai 2013, Echosmith și-a lansat noul său single pe YouTube, „Come Together”. Videoclipul a fost dirijat de Justin Coloma și filmat în Los Angeles, CA. Echosmith a lansat un Summer Sampler Free Download promo pe website-ul lor.
Pe 7 iunie 2013, Echosmith a susținut un concert gratis la Warner Bros. Records în Burbank, CA, cu streaming simultan pe canalul de YouTube al trupei. Echosmith a fost recomandată pe programul ESPN din iunie. Piesele recomandate au constat în: „Come Together”, „Let's Love” și „March Into The Sun”. De asemenea, trupa a cântat pe întregul Vans Warped Tour 2013. Recend, ei au deschis pentru Owl City, precum și pentru trupele  Twenty One Pilots și Neon Trees. Trupa a avut turneu în Statele Unite și Canada ca deschidere pentru Owl City pentru turul său 2013 Midsummer Station.
Albumul de debut al trupei, „Talking Dreams”, a fost lansat pe 8 octombrie 2013. Echosmith a lansat o piesă de vacanță numită „I Heard The Bells On Christmas Day” pe 3 decembrie 2013. A fost disponibilă pentru descărcare pe site-ul lor toată luna decembrie. Trupa a cântat piesa „Cool Kids” pe 31 decembrie 2013 în timpul Teen Nick Top 10: New Year's Eve Countdown, găzduită de Nick Cannon. Echosmith a fost recent selectată pentru MTV's 2014 Artists To Watch. Cântecul „Surround You” al trupei a fost recent selectat pentru coloana sonoră a filmului „Endless Love”
Echosmith a cântat la Vans Warped Tour doi ani la rând. Pe 10 iunie 2014, trupa a lansat un EP acustic, numit „Acoustic Dreams”, care conține versiunile acustice ale patru din cântecele de pe „Talking Dreams”, în plus o nouă piesă intitulată „Terminal”. Versiunea acustică a „Cool Kids” a avut premierea pe canalul de youtube al trupei pe 3 iunie. Trupa a avut mai multe spectacole live la show-uri TV cum ar fi: Teen Nick Top 10 New Year's Eve Countdown, VH1 Big Morning Buzz, Conan, MTV Wolf Watch, The Today Show, The Ellen DeGeneres Show, The Tonight Show Starring Jimmy Fallon, VH1 You Oughta Know Concert, șo The Halpo Awards.
Echosmith este în prezent Push Artist MTV a lunii. Trupa are un turneu viitor cu The Colourist ca act de sprijin a acestora începând în februarie 2015.

## Membri

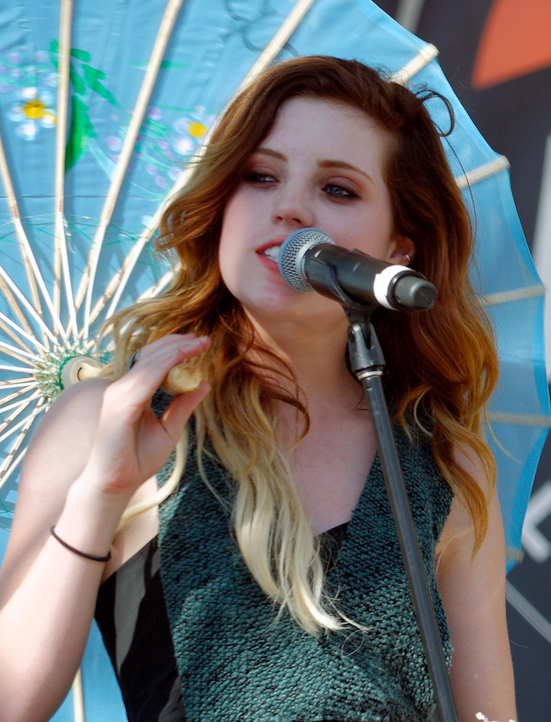
Sydney, vocalista principală

- Graham Jeffery David Sierota (n. 1999) - baterie[17]
- Sydney Grace Ann Sierota (n. 1997) - vocal și keyboards[18]
- Noah Jeffery David Joseph Sierota (n. 1996) - chitară bas și voce de fundal
- Jamie Jeffery David Harry Sierota (n. 1993) - chitară și voce de fundal

## Turnee
- First Things First Tour - Neon Trees (2014)
- Honda Civic Tour- American Authors (2014)
- Life Is Beautiful (2014)
- Vans Warped Tour (2013, 2014)
- The Midsummer Station (2013)
- The Other Side Tour (2013)

## Discografie

### Albume de studio
| Titlu             | Detalii album                                                                        | Poziții | Poziții | Poziții | Poziții |
| Titlu             | Detalii album                                                                        | US      | US Heat | US Rock | AUS     |
| ----------------- | ------------------------------------------------------------------------------------ | ------- | ------- | ------- | ------- |
| Talking Dreams    | - Lansat: 8 octombrie 2013 - Label: Warner Bros. - Formate: CD, LP, digital download | 109     | 1       | 48      | 45      |
| Lonely Generation | 2020                                                                                 |         |         |         |         |

### EP-uri
| Titlu                  | Detalii album                                                                 | Poziții |
| Titlu                  | Detalii album                                                                 | US Heat |
| ---------------------- | ----------------------------------------------------------------------------- | ------- |
| Summer Sampler         | - Lansat: 31 mai 2013 - Label: Warner Bros. - Formate: Digital download       | —       |
| Acoustic Dreams        | - Lansat: 10 iunie 2014 - Label: Warner Bros. - Formate: CD, digital download | 34      |
| Spotify Sessions       | - Lansat: 2015 - Label: Warner Bros. - Formate:                               |         |
| Inside a Dream         | - Lansat: 2017 - Label: Warner Bros. - Formate:                               |         |
| An Echosmith Christmas | - Lansat: 2017 - Label: Warner Bros. - Formate:                               |         |

### Single-uri
| Titlu                                | An   | Poziții | Poziții  | Poziții | Poziții | Poziții | Poziții | Poziții | Poziții | Poziții | Certificări                               | Album            |
| Titlu                                | An   | US      | US Adult | US Alt. | US Pop  | AUS     | CAN     | NLD     | NZ      | SWE     | Certificări                               | Album            |
| ------------------------------------ | ---- | ------- | -------- | ------- | ------- | ------- | ------- | ------- | ------- | ------- | ----------------------------------------- | ---------------- |
| "Cool Kids"                          | 2013 | 13      | 5        | 34      | 10      | 6       | 50      | 16      | 15      | 23      | - RIAA: Platină - ARIA: Platină - MC: Aur | Talking Dreams   |
| "I Heard the Bells on Christmas Day" | 2013 | —       | —        | —       | —       | —       | —       | —       | —       | —       |                                           | non-album single |
| "Bright"                             | 2015 |         |          |         |         |         |         |         |         |         |                                           |                  |
| "Let's Love"                         | 2015 |         |          |         |         |         |         |         |         |         |                                           |                  |
| "Over My Head"                       | 2018 |         |          |         |         |         |         |         |         |         |                                           |                  |
| "Favorite Sound"                     | 2019 |         |          |         |         |         |         |         |         |         |                                           |                  |
| "God Only Knows" (Timbaland Remix)   | 2019 |         |          |         |         |         |         |         |         |         |                                           |                  |
| "Lonely Generation"                  | 2019 |         |          |         |         |         |         |         |         |         |                                           |                  |
| "Shut Up and Kiss Me"                | 2019 |         |          |         |         |         |         |         |         |         |                                           |                  |